# Магеррамов, Касым Халыгверди оглы
Касым Халыгверди оглы Магеррамов (азерб. Qasım Xalıqverdi oğlu Məhərrəmov; род. 8 января 1940, Красносельский район) — советский азербайджанский геологоразведчик, лауреат Государственной премии СССР (1984).

## Биография
Родился 8 января 1940 года в селе Агбулак Красносельского района Армянской ССР (ныне село Агберк Гехаркуникской области).
С 1962 года — рабочий, с 1967 года — буровой мастер гидрогеологической экспедиции Управления геологии Азербайджанской ССР.
Касым Магеррамов на работе отличился мастерским использованием оборудования и техники, использованием передовой практики. Бригада под руководством Магеррамова на протяжении одиннадцатой пятилетки качественно выполняла плановые задания и пробурила 100 метров сверх плана, что равно примерно одному дополнительному артезианскому колодцу. Касым Магеррамов тщательно организовал работу коллектива, благодаря чему значительно сократились потери времени при бурении; коллектив стал более сплочённым и организованным, стал стремиться к новым рекордам. Вода с колодцев, пробурённых бригадой шла на орошение полей и садов, на поставку в населённые пункты республики.
Постановлением ЦК КПСС и Совета Министров СССР от 7 ноября 1984 года, за большой личный вклад в досрочное освоение новой техники и внедрение прогрессивных методов организации труда Магеррамову Касыму Халыгверди оглы присуждена Государственная премия СССР.